# Tortula brevipes
Tortula brevipes är en bladmossart som beskrevs av Brotherus 1902. Tortula brevipes ingår i släktet tussmossor, och familjen Pottiaceae. Inga underarter finns listade i Catalogue of Life.